# Latri Kunda
Latri Kunda (Schreibvariante: Latrikunda; Namensvariante: Latri Kunda Yiringan Ya oder Latrikunda Yiri Nganya) ist ein Ortsteil der Gemeinde Kanifing (englisch Kanifing Municipal) im westafrikanischen Staat Gambia.
Der Ortsteil liegt im Zentrum der Gemeinde und gehört zum Ort Serekunda. Bei der Volkszählung von 1993 wurde Latri Kunda als eigener Ort mit 22902 Einwohnern gelistet.

## Geographie
Der Ortsteil Kanifing liegt benachbart im Nordosten, die Grenze ist definiert durch die Kairaba Avenue, die von Nordwest in südöstlicher Richtung verläuft. Im Süden ist Latri Kunda durch die Sayerr Jobe Avenue begrenzt, südlich liegt Serekunda (als Ortsteil). Dippa Kunda liegt südwestlich, die Grenze ist durch mehrere Nebenstraßen definiert. Im Westen liegt Manjai Kunda, hier bildet der Kotu die Grenze. Im Nordwesten reicht Latri Kunda bis an den Bertil Harding Highway heran und grenzt an Bakau New Town (bzw. Fajara). Zum Teil wird ein Gebiet südlich des Bertil Harding Highway noch zu Fajara gezählt.